# Hans Christoph Becker-Foss
Hans Christoph Becker-Foss (n. 1949 en Höxter) es un director de orquesta alemán, organista, clavecinista y profesor en la Hochschule für Musik und Theater de Hannover.

## Biografía
Becker-Foss estudió música de la iglesia en Bremen. De 1973 a 1979 fue director de la Hastedter Kantorei en Bremen.
Desde 1993 ha sido director de la Göttinger Vokalensemble. Con la NDR Radiophilharmonie y la NDR Sinfonieorchester, Jenaer Philharmonie, la Staatsorchester Rheinische Philharmonie Koblenz, el Prager Symphoniker, la Folkwang Kammerorchester Essen entre otros. Becker-Foss ha contribuido a muchas interpretaciones de Schubert, Mendelssohn, Schumann, Brahms y Mahler y ha dirigido la Capella Classica en las obras de Mozart, Beethoven, Haydn y Schubert.
Desde 1980 ha sido conferencista de órgano y música antigua en la Hochschule für Musik und Theater Hannover, y fue nombrado profesor nombrado en 1993. En esencia, un especialista de la música de órgano barroco, ha registrado las obras de Dietrich Buxtehude, Couperin y Bach. Ganó el premio de la Deutsche Schallplattenkritik en 2001.